# Ferrão
Carlos Vagner Gularte Filho (sinh ngày 29 tháng 10 năm 1990), được biết đến với cái tên Ferrão, là một cầu thủ bóng đá trong nhà người Brazil đang chơi cho Barcelona  và đội tuyển quốc gia Brasil với ở vị trí pivot.

## Danh hiệu
- UEFA Futsal Champions League: Vô địch:2019-2020
- Melhor jogador do mundo em: 2019, 2020